# Claire Parnet
Claire Parnet (...) è una giornalista francese.

## Biografia
È conosciuta per aver scritto con Gilles Deleuze, suo ex professore all'Université de Vincennes, il libro Dialogues (1977). Ha realizzato anche alcuni altri lavori insieme a Deleuze, pubblicati in Pourparlers 1972-1990 e in Deux régimes de fous. Textes et entretiens 1975-1995.
Undici anni dopo la pubblicazione di Dialogues, Parnet partecipò alla realizzazione di programma televisivo con Deleuze intitolato L'Abécédaire de Gilles Deleuze, nel quale si occupava di chiedere al filosofo di parlare su venticinque temi presentati in ordine alfabetico.
Negli anni ottanta è stata la redattrice del giornale L'Autre. Più tardi servì come curatrice di spettacoli televisivi come L'Hebdo di Michel Field e L'Appartement (con Ariel Wizman) trasmesso su Canal+. È stata anche consulente per programmi letterari della rete televisiva francese France 5.

### In francese
- (FR) Gilles Deleuze e Claire Parnet, Dialogues, collana Champs, Parigi, Flammarion, 1996  [1977].

### Traduzione in italiano
- Gilles Deleuze e Claire Parnet, Conversazioni, traduzione di Giampiero Comolli, Raul Kirchmayr, Milano, Feltrinelli, 1980.

| Controllo di autorità | VIAF (EN) 2593158 · ISNI (EN) 0000 0001 2019 8518 · LCCN (EN) n78013023 · GND (DE) 139517979 · BNF (FR) cb12629973r (data) · J9U (EN, HE) 987007421619305171 · NDL (EN, JA) 00452174 |